# Acila mirabilis
Acila mirabilis is een tweekleppigensoort uit de familie van de Nuculidae. De wetenschappelijke naam van de soort is voor het eerst geldig gepubliceerd in 1850 door Adams & Reeve.